# VanMoof
 (juillet 2020).

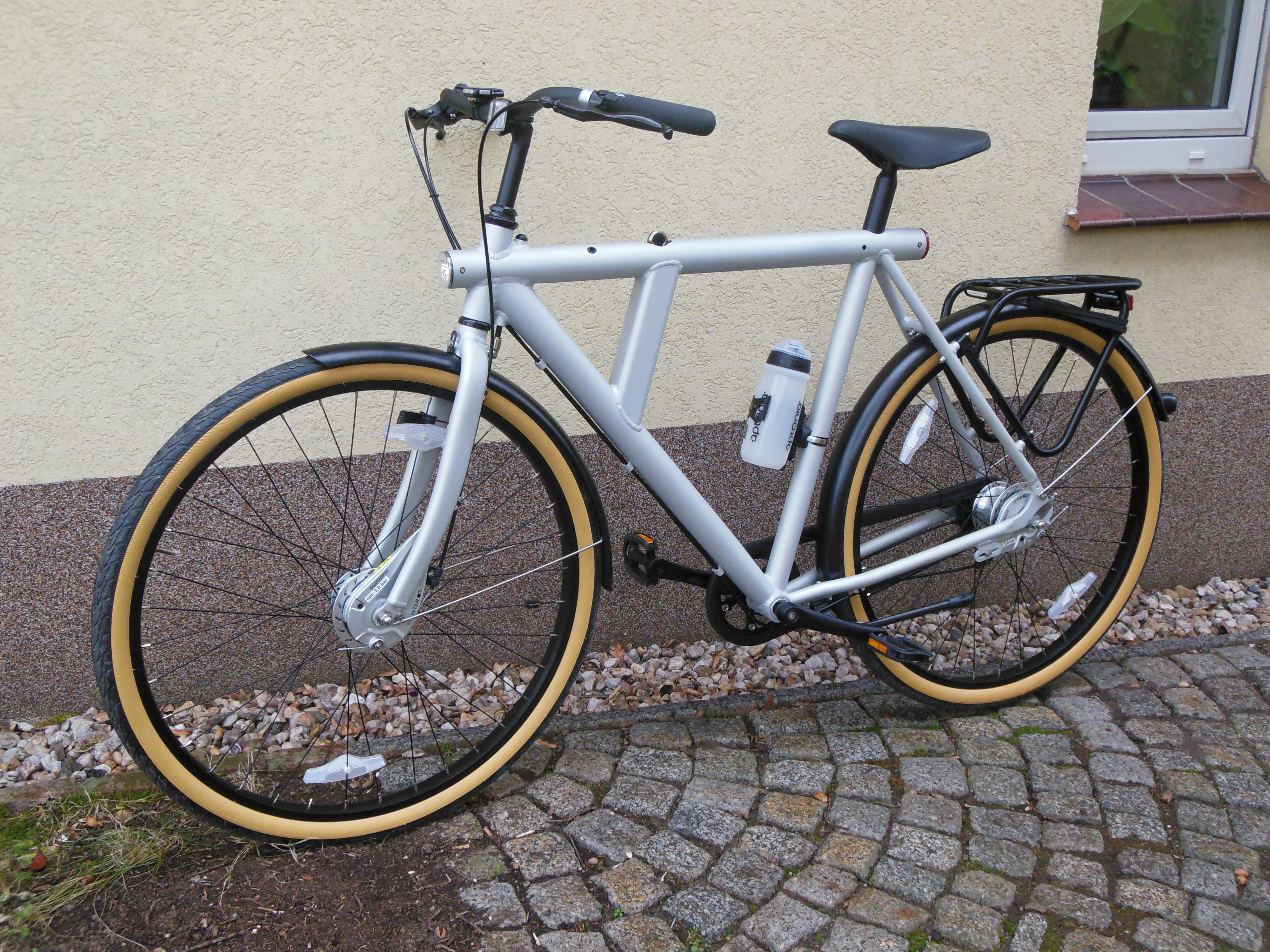
Un modèle numéro 5 de 2013.

VanMoof est un constructeur de cycles néerlandais connu pour ses vélos à assistance électrique (VAE) haut de gamme au design minimaliste. 

## Histoire
L'entreprise est fondée à Amsterdam en 2009 par les frères Ties et Taco Carlier, et s'est spécialisée dans la conception de vélos de ville. VanMoof est en 2020 présent dans 40 pays et possède des magasins à Amsterdam, Taipei, Bangkok, New York, San Francisco, Londres, Paris, Tokyo et Berlin. Les vélos sont vendus sans intermédiaires : soit dans les magasins de la société, soit sur Internet.
L'entreprise a vendu 120 000 vélos à assistance électrique entre 2009 et 2019.
Deux modèles sont actuellement[Quand ?] vendus aux particuliers, l'Electrified S3 et l'Electrified X3.

### Chiffres
En 2017, l'entreprise comptait 70 employés et a réalisé un chiffre d'affaires de 10 millions d'euros. Les ventes ont atteint 40 millions d'euros en 2019.[réf. souhaitée]

### Faillite puis rachat par l'entreprise Lavoie
Le 18 juillet 2023, le tribunal d'Amsterdam déclare l'entreprise en faillite, faisant craindre une rupture d'approvisionnement de vélos déjà payés par des particuliers ou de pièces détachées nécessaires pour les réparations futures.
Début septembre 2023, l'entreprise Lavoie, filiale de McLaren Applied, rachète VanMoof.